# Рудниковий транспорт
Рудниковий (внутрішньошахтний) транспорт (рос. внутришахтный рудничный транспорт, англ. internal mine transport, interplant mine transport; нім. Transport unter Tage, untertägiger Transport, zwischenbetrieblicher Transport, Untertageförderung) — транспортна служба шахти, призначена для переміщення по підземних виробках корисних копалин та різного роду вантажів.
У сучасному рудниковому транспорті широко застосовуються електровозні, автомобільні і конвеєрні транспортні засоби, а також скіпові підйомники, лебідки, іноді гідротранспорт, монорейковий транспорт та інш.

## Історія розвитку підземного транспорту

Кінна відкатка. Донбас. Кінець ХІХ-початок ХХ ст.

При зародженні гірничої справи механізацію застосовували для піднімання вантажів по вертикальних виробках (із ям), а потім — по похилих і горизонтальних. Механізми проводились в дію вручну і за допомогою гідравлічного колеса. На території Російської імперії до 1917 р. механізованого транспорту на шахтах майже не було, хоча пріоритет вітчизняних умільців у винаході потрібних машин був безсумнівним. Після революції почалося широке впровадження транспортних засобів і насамперед — вітчизняного виробництва. За роки трьох довоєнних п'ятирічок, завдяки заново створеній гірничій і машинобудівній промисловості, випуск шахтних транспортних машин різко зростає, особливо для виконання таких операцій, як навантаження гірничої маси у вибоях підготовчих виробок і маневрові роботи на підземних станціях.
В післявоєнні роки на вугільних шахтах відбуваються кількісні і якісні зрушення: збільшується кількість високопродуктивних машин, впроваджується і всебічно розширюється комплексна механізація і автоматизація, модернізація устаткування, корінним чином поліпшується організація праці. Велика увага приділяється створенню і вдосконаленню транспортних засобів для проведення підготовчих виробок, тому що останні не тільки забезпечують фронт очисних робіт, але й істотно впливають на умови просування вибоїв і функціонування всього гірничого господарства підприємства.
У вибоях підготовчих виробок породу і вугілля подають найчастіше безпосередньо у відкаточні посудини — вагонетки, обмін яких займає від 7 до 20 % загального часу навантажування. З метою зменшення їхніх простоїв почали широко впроваджуватись різні допоміжні механізми, зокрема пристрої для обміну вагонеток. Ці механізми, кожний з яких при певному поєднанні конкретних умов (площа поперечного перерізу виробки, кількість одночасно діючих навантажувальних машин, місткість і кількість вагонеток у составі) мав свої переваги, дозволили відчутно скоротити тривалість маневрових операцій.
Протягом останніх років з'являються нові транспортні засоби для поверхні, горизонтальних і похилих ділянок, підземних станцій і вузлів сполучених виробок. Розширюється парк важких електровозів, створюються потужні конвейєрні установки, великовантажні вагонетки, самохідні машини та інше устаткування. У результаті істотно піднялись продуктивність праці й рівень безпеки робіт, знизились трудомісткість і вартість транспортних операцій.
Вітчизняна наука про підземний транспорт розвивалась поступово. Перші згадки про нього зустрічаються в працях М. В. Ломоносова (1763 р.). В 1843 р. викладач Інституту корпусу гірничих інженерів А. І. Узатіс видав книгу «Курс гірничої майстерності», в якій шахтним машинам відведена окрема глава.
Основоположником наукової дисципліни «Рудниковий транспорт» визнано російського вченого О. М. Терпигорєва. Ще у 1901 р. він видав книгу «Доставка». У ній викладені теорія і розрахунок шахтного рейкового господарства, описані конструкції відповідних засобів. Перший підручник для студентів, що вивчають курс підземного транспорту, написали М. С. Поляков і О. О. Співаковський (1944 р.).
Величезна заслуга у створенні науки про транспорт гірничих підприємств належить вченим А. В. Андрєєву, М. В. Волотковському, В. І. Геронтьєву, А. В. Євневичу, Я. Б. Кальницькому, Б О. Кузнецову, О. О. Ренгевичу, М. В. Тихонову, Л. Г. Шахмейстеру, І. Г. Штокману та ін. Таким чином, завдяки зусиллям виробничників і вчених зараз створений і функціонує досконалий шахтний транспорт.

## Призначення і класифікація підземних транспортних машин
Див. також: Підземний транспорт
При будівництві підземних споруд (шахт) в гірничих виробках і на поверхні використовується велика кількість різних транспортних машин і механізмів. Серед них — локомотиви, конвеєри, перевантажувачі, канатні й скреперні установки, автомобілі, підвісні канатні й монорейкові дороги, самохідні вагони і прохідницькі комплекси. Останні включають великий вибір устаткування, яке в межах підготовчого забою забезпечує механізацію процесів руйнування, навантаження й перевезення гірничої маси, доставки кріплення, допоміжних та інших матеріалів.
Транспортне устаткування вибирають для кожної виробки на основі техніко-економічного зіставлення можливих варіантів з врахуванням конкретних гірничо-технічних умов (довжини транспортування, кута нахилу виробки, виду матеріалів, що переміщують, кількісних змін вантажопотоків у часі та ін.), а також перспектив розвитку підприємства, надійності роботи транспортних засобів і трудомісткості перевозок.
При виборі машин для заданих гірничо-геологічних умов в першу чергу оцінюють їхню продуктивність і економічність експлуатації. Ці машини повинні бути не тільки надійними, але й безпечними у роботі.
Оскільки при будівництві підземних споруд і шахт основні параметри (довжина транспортування і вантажопотік) постійно змінюються, машини і механізми вибирають з врахуванням того, що вони оптимальні в одних умовах, але можуть бути недосконалими в інших. Критерієм оптимальності в цьому випадку служить мінімум витрат на утримання транспортної системи за весь період роботи.
У зв'язку з тим що вибір транспортної системи пов'язаний з аналізом багатьох варіантів, його доцільно здійснювати за допомогою ЕОМ. Використовують такі вихідні дані: схему горизонтальних і похилих виробок, початкову і максимальну їхню довжину, розміри кожного вантажопотоку, темпи просування підготовчих забоїв, види і типи засобів транспорту в усіх виробках, його вартісні параметри.
При розв'язанні завдань вводять також обмежуючі умови, які визначають технічну можливість застосування кожної машини. Ці умови відображують кут нахилу транспортних ліній, галузь використання устаткування за продуктивністю, ступінь доцільності по-єнання окремих його видів (типів) та ін. При обраному варіанті повинні бути забезпечені: надійність системи; прогресивність прийнятих схем, засобів і методів транспортування; достатня пропускна здатність; безпечні умови праці; однотипність використовуваних машин (по можливості); повна взаємна погодженість різних транспортних підсистем, в тому числі для доставки матеріалів, устаткування і людей; можливість механізації і автоматизації перевозок.
Ефективне використання транспортних машин багато в чому обумовлює успішне виконання плану будівництва, а також різні техніко-економічні показники (продуктивність праці, вартість виконуваних робіт, їхню трудомісткість та ін.).
Транспортні машини, які використовують при будівництві підземних споруд (шахт), класифікують за різними ознаками.
Залежно від призначення розрізняють власне транспортні машини і спеціальне устаткування. Перші служать для перевозки насипних вантажів, а також людей і допоміжних матеріалів. Це — машини і пристрої рейкового і самохідного транспорту, конвейєри, установки для переміщення вантажів по ґрунту, жолобах і трубах. Спеціальне устаткування включає живильники, затвори, перекидачі, штовхачі, компенсатори висоти та ін.
Відповідно до принципу дії машини можуть бути неперерпвної і переривної дії. Машини першої групи (конвейєри, самопливні, іідравлічні і пневматичні установки) забезпечують переміщення гірничої маси або будь-яких матеріалів невпинним потоком. Машини другої групи (канатні й скреперні установки, локомотиви, автомобілі та ін.) подають вантаж через певні відрізки часу, які залежно від відстані транспортування, швидкості руху і тривалості навантажувально-розвантажувальних робіт можуть коливатися в значних межах.
За конструктивними ознаками розрізняються конвейєри (стрічкові, скребкові, пластинчасті, вібраційні та ін.), локомотиви, підвісні канатні і монорейкові дороги, а також різноманітні установки: автомобільного транспорту, самопливні, гідравлічні й пневматичні, канатні, скреперні і самохідні.
Згідно із способом переміщення вантажів застосовуються машини, в яких використовується ковзання (по ґрунту, жолобу, трубі), переміщення на вантажонесучих органах (стрічці, пластинчастому полотні), в посудинах (вагонетках, автосамоскидах), в середовищі (воді, повітрі).
Відповідно до роду вживаної енергії розрізняються електричні, гідравлічні, пневматичні, інерційні, дизельні машини, а також машини, функціонуючі під дією ваги вантажу.
Залежно від тривалості роботи на одному місці машини можуть бути стаціонарними, напівстаціонарними і пересувними.
Кожний із названих видів транспортних машин і спеціального устаткування має велику кількість конструктивних різновидів і типорозмірів, вибір яких визначається умовами експлуатації.
Наявність великої кількості конструктивних різновидів і типорозмірів транспортних машин та допоміжного устаткування забезпечує використання їх в різноманітних умовах експлуатації.
Конструкції транспортних машин одного виду, але з різними продуктивністю, потужністю і габаритними розмірами, характеризуються послідовністю числових значень основних парамертів. За основний параметр приймають ширину вантажонесучого полотна (стрічкові конвейєри), масу машин (локомотиви), вантажопідйомність (автосамоскиди), місі кість кузова (вагонетки) та ін.
Прийнята класифікація дозволяє поділити всі транспортні засоби на групи машин і тим самим спростити вивчення їхніх конструкцій, основ теорії і розрахунку, монтажу і експлуатації, оскільки виникає можливість розглядати не кожну окрему установку, а всю групу в цілому, наприклад стрічкові конвейєри, локомотиви.

## Призначення і класифікація надземних транспортних машин
Підвісні канатні і монорейкові дороги призначені для доставки вантажів і людей в межах споруджуваного підприємства (внутрішній транспорт) і поза ним (зовнішній). Вперше підвісні траси з'явились в нашій країні в 70-х рр. XIX ст. Широкого розповсюдження набули вони за роки індустріалізації країни. Понад 300 км таких доріг побудовано у 1922—1943 рр. Споруджувані магістралі часто проходили над ярами, річками або житловими масивами, мали уклон 45 °.
У гірничій промисловості канатні дороги спочатку встановлювались на поверхні, головним чином для переміщення породи у відвал, а потім — і в підземних умовах для транспортування устаткування, кріплення, матеріалів і людей, а також гірничої маси при проведенні горизонтальних.! похилих виробок.
Підвісні канатні дороги розподіляють: за місцем розташування—на підземні і поверхневі, за призначенням—на вантажні і пасажирські, за принципом дії — на кільцеві і човникові, за кількістю канатів — на одно- і двоканатні, за конструкцією — на канатні і монорейкові.
Технічна продуктивність одноканатних доріг—30…150 т/год, а двоканатних кільцевих—30…250 т/г. На трасах човникового типу, що покривають порівняно малі відстані, передбачена одна вагонетка, яка здійснює реверсивний рух в одному напрямі з вантажем, а в зворотному — без нього. Посудини у цьому випадку мають велику місткість і переміщуються з досить високою швидкістю.
Для транспортування людей на поверхні використовують одно-і двоканатні дороги з кільцевим і човниковим принципом дії, провізна здатність яких при V=2…12 м/с становить 300…900 чол./год.
У підземних умовах підвісні канатні і монорейкові установки (з довжиною до 2 км) можуть застосовуватись у виробках висотою понад 1,7 м і з кутом нахилу від 0 до 30°. Продуктивність монорейкових доріг для доставки кріплення, матеріалів і устаткування на відстань І…1,5 км із швидкістю 0,25…1,85 м/с дорівнює 10…35 т/год, а провізна здатність канатних установок для переміщення людей при V=1,2 м/с досягає 200 чол./год.
При локомотивній тязі розглядувані засоби транспорту стають більш універсальними. Так, для перевезення матеріалів, устаткування і людей по розгалуженій трасі підземних виробок необмеженої довжини з кутом нахилу до 30° служить комплекс устаткування шахтної підвісної монорейкової дороги з дизелевозами.
Надґрунтові дороги з дизельними локомотивами випускають фірми «Шарф» і «Бекоріт» (ФРН). Локомотиви цих доріг мають спеціальні прижимні і рейкові напрямні котки, які забезпечують подолання підйомів з кутом до 30° і швидкість руху до 3 м/с.
Удосконалення канатних, монорейкових і надґрунтових доріг у нашій і в інших країнах базується на збільшенні швидкості руху, спрощенні конструкцій і підвищенні надійності окремих вузлів машин.

## Умови експлуатації транспортних машин
Підземний транспорт працює в специфічних умовах: обмеженість розмірів і непостійність робочого місця, похиле розташування устаткування, вологість, запорошеність і вибухонебезпечність середовища, змінний характер навантаження. Утруднені умови роботи, зв'язані з невеликими площами поперечних перерізів гірничих виробок, потребують використання транспортних машин малих розмірів, їхня продуктивність, як правило, набагато нижча, ніж у великогабаритних.
Непостійність робочого місця (безперервне переміщення забою) диктує необхідність використання під час проходки швидкорозбірних і маневрених машин.
Похиле розміщення устаткування (під час проходки похилих виробок) викликає потребу в спеціальних стопорних пристроях, які чинять опір сповзанню машин, в пристроях і гальмах, що утримують робочий орган від мимовільного руху вниз, в різних уловлювачах для тягових засобів і вагонеток, функціонуючих при обриві стрічок або канатів.
Вологе, запилене, агресивне і вибухонебезпечне середовище потребує застосування машин, захищених від дії вологи і пилу, стійких проти корозії, з вибухобезпечним електроустаткуванням.
Непостійний характер навантаження, зумовлений зміною обсягу перевозок і деформаціями виробок, може вивести машини із ладу. Тому вони повинні мати резерв продуктивності і високий запас міцності.
До транспортних засобів, які діють в гірничих виробках і на поверхні, ставлять ряд основних вимог. Машини повинні забезпечувати безперебійну роботу підготовчих забоїв; мати високу маневреність, переміщувати вантажі в найкоротший час; бути простичи в керуванні, з комфортними і безпечними умовами для обслуговчого персоналу; характерізуватись мінімальними витратами живої і матеріалізованої праці в сфері виробннтва (виготовлення) і в процесі експлуатації; мати параметри, які відповідають конкретним умовам роботи.
Ці вимоги (в порядку перелічення) класифікують як технологічні, виробничі, енергетичні, економічні й специфічні.

## Вибір транспортних машин
Механічне устаткування підземного транспорту характеризується великою різноманітністю використовуваних видів транспорту і типів машин. Це пов'язано з різними гірничо-геологічними умовами розроблюваних родовищ, різнотипністю застосовуваних систем розробки і підготовки, різними масштабами видобувних робіт, а також неоднаковими властивостями переміщуваних вантажів.
Велика різноманітність транспортних машин, що експлуатують на одній і тій же шахті, приводить до різного їх поєднання. Тому один із основних напрямків дальшого удосконалення транспорту полягає у застосуванні способів виявлення систем розробки і підготовки, при яких забезпечуються найбільш економічні схеми підземного транспорту.
Технологічна схема підземного транспорту визначається головним чином засобами транспорту, що використовуються на окремих ланках і їхніх стиках. При цьому вибір виду транспорту для кожної ланки залежить не тільки від гірничо-технічних умов, але й від економічності застосування транспортних засобів у певних умовах. Необхідно відзначити, що часто який-небудь вид транспорту, найвигідніший на одній ділянці, може виявитись менш економічним на аналогічній ділянці тієї ж шахти при поєднанні з іншими видами транспорту. Тому для встановлення оптимальної технологічної системи підземного транспорту всієї шахти з врахуванням її особливостей не можна обмежуватись вибором найвигіднішого виду транспорту для кожної дільниці окремо. Необхідно розглядати транспортні засоби в їхніх взаємодіях і щодо конкретних гірничо-технічних умов. Для розв'язування такого роду складних задач існують ефективні методи, які дозволяють вибирати із великої кількості порівнюваних варіантів економічно найвигіднішу технологічну схему підземного транспорту [II]. Для складання аналізу варіантів використовуються такі вихідні дані: схема транспортних виробок шахти, перелік доцільних видів транспорту для цих виробок і економічні показники, що характеризують всі порівнювані види транспорту в розглядуваних конкретних умовах.
При встановленні найвигіднішої технологічної схеми підземного транспорту для заданих гірничо-технічних умов шахти за основний економічний критерій оптимальності можуть бути прийняті експлуатаційні витрати на транспортування.
Експлуатаційні витрати для кожної окремої ланки визначаються чотирма елементами—витратами на заробітну плату, амортизацію транспортного устаткування, матеріали і електроенергію. При цьому оптимальною вважається така технологічна схема підземного транспорту, при якій сумарні експлуатаційні витрати на всі транспортні ланки шахти найменші.

## Монтаж і експлуатація транспортних машин
Установка транспортних засобів—складний і відповідальний процес, від якого в значній мірі залежить їхня надійна і безпечна робота. Цей процес складається з трьох етапів: підготовчого, монтажного і налагоджувального.
Протягом підготовчого етапу виконують ряд робіт: розробляють проект, визначають наявність і стан монтажних пристроїв і пристосувань (канатів стропів, блоків, поліспастів, талів, домкратів, триніг та ін.); завершують роботи, зв'язані з проведенням виробок (ремонт кріплення, очистка водовідливних канавок від породи і сторонніх предметів, проведення комунікаційних ліній і навішування освітлювальних приборів, спорудження фундаментів і т. ін.); установлюють за комплектовочною відомістю наявність всіх вузлів, деталей і інструментів, непошкодженість монтажних засобів; проводять інструктаж.
Машини направляють в гірничі виробки в тому вигляді, в якому вони надійшли на підприємство, що будується. Наприклад, вузол, який складається з електродвигуна, турбомуфти і редуктора, вміщують в кліть у розібраному вигляді, а не підвішують під нею. Така підвіска хоча й дозволяє опускати в шахту цілі агрегати, але знижує безпеку робіт і підвищує імовірнісгь пошкодження устаткування при навантажуванні на пересувний состав у приствольному дворі.
Монтаж транспортних машин — дуже тривалий процес, причому найбільш трудомісткими в підземних умовах вважають такелажні роботи, які часто становлять 85 % загального обсягу.
Зборочні одиниці встановлюють в послідовності, передбаченій проектом і заводською інструкцією, що дозволяє уникнути складання деталей у виробках, підвищує культуру виробництва і створює умови для швидкісного і високоякісного проведення робіт.
Наладка передбачає пробний пуск і регулювання транспортних засобів. (Апробування допомагає визначити правильність монтажу всіх зібраних одиниць, надійність запобіжних пристроїв (гальмів, зушінників, уловлювачів і т. ін.), тобто перевірити роботу установки в цілому. (Апробування спочатку ведуть вхолосту (2…З г), а потім під навантаженням. Усунувши несправності, машину здають на випробування, при якому визначають якість монтажу, стан ізоляції, струмопровідних частин, контактів і системи мащення.
Після закінчення монтажу, випробування і наладки окремих елементів перевіряють і налагоджують роботу всього транспортного комплексе.
Якщо до установки прийняті надійні машини, технічні параметри яких відповідають правилам експлуатації і техніки безпеки, ці машини будуть працювати високопродуктивне. Підвищення ефективності у цьому випадку досягається за рахунок застосування засобів автоматики, що забезпечують контроль і передачу на пульт керування кількісних і якісних показників, а при необхідності реєструють вимірювані параметри технологічного процесу. Ці засоби дозволяють також визначити наявність і масу вантажу, стан механізмів і тягових органів (пробуксовка, схід стрічки вбік, її обрив і т. ін.). В результаті цього максимально вивільняється обслуговчий персонал, піднімається рівень продуктивності, надійності і безпеки транспортного устаткування, підвищується загальна культура виробництва.
Поліпшення техніко-економічних показників будівництва підземних споруд (шахт) досягається при підвищенні темпів проходки виробок, що можливо тільки при комплексній механізації основних і допоміжних процесів і швидкісному їх проведенні.
Підвищення швидкості проведення виробок, у свою чергу, залежить від організації експлуатації транспортних машин, які використовують для своєчасного переміщення всіх вантажів, що надходять із забою і в забій. Досвід швидкісного проведення гірничних виробок показав, що необхідно: максимально поєднувати процеси проведення виробок; здійснювати безперервне навантаження гірничої маси протягом тривалого часу; скорочувати тривалість операцій обміну вагонеток і сосгавів, які знаходяться під навантажуванням; подавати з поверхні кріпильні матеріали та інші допоміжні вантажі в контейнерах і пакетах; забезпечувати механізацію навантажувально-розвантажувальних і монтажних робіт; створити резерв запасних частин і проводити планове обслуговування і ремонт транспортних машин; реалізувати повну автоматизацію всіх виробничих процесів; ширше використовувати ЕОМ і мікропроцесори при керуванні і виборі режиму роботи транспортних машин; впровадити бригадний підряд, який дозволяє підтримувати на високому рівні виробничу і технологічну дисципліну.
Експлуатація транспортних машин тісно зв'язана з питанням охорони навколишнього середовища. При навантажуванні породи в транспортні засоби і при розвантажуванні їх на відвалі, а також при формуванні відвалів треба вживати заходи щодо забезпечення мінімальної запиленості повітряного середовища. Щоб виключити самозаймання відвалів, їх покривають шарами інертних негорючих матеріалів. Відвали розташовують в природних складках місцевості і на земельних ділянках, не придатних для сільськогосподарських робіт. Транспортування вантажу здійснюється найкоротшим шляхом з мінімальним відчуженням земельних угідь. Зіпсовані землі при будівництві повинні приводитись в становище, пригодне для використовування в народному господарстві.
Винятково велику увагу приділяють питанням безпеки праці. Особливого значення ці питання набувають при застосуванні прохідницьких комплексів, оскільки в їхній склад входить велика кількість машин і механізмів різного призначення. Обслуговчий персонал повинен знати і виконувати правила безпеки, інструкції Щодо експлуатації конкретних машин.
При роботі в підземних умовах на машинах проводять комплекс заходів, які дозволяють знизити кількість шкідливих домішок, що викидаються в рудникову атмосферу, зменшити шум і вібрацію. В останній час машини обладнують кондиціонерами. Згідно з правилами безпеки у вугільних і сланцевих шахтах необхідно вибирати швидкість переміщення транспортних машин в кожній виробці окремо; повинні зберігатись зазори відповідно до виду транспортних машин між кріпленням інайбільш виступаючими частинами машин з боку проходу людей і з протилежного боку.
Крім того, необхідно: організувати постійний контроль за роботою установок; заборонити вмикати машини при несправностях. основних складальних одиниць, незакритих вводах муфт електродвигунів і пускачів, непідвішених кабелях і несправних сигнальних пристроях, при відсутності запобіжних щитків і кожухів; дозволити чистити і ремонтувати рухомі частини тільки в період зупинки; категорично заборонити перевезення людей на транспортних засобах, спеціально не пристосованих для цієї мети. В місцях проміжного завантаження конвеєрів і можливих вивалів породи із стінок виробок треба установлювати бічні захисні листи, а при піддувному ґрунті необхідно своєчасно вирівнювати устаткування. Не можна допускати нагромадження просипаного вантажу. В суворо визначені строки треба проводити огляди, поточний, середній і капітальний ремонти.
Огляд і поточний ремонт виконують електрослюсарі дільниці безпосередньо на робочому місці. Вони регулюють складальні одиниці, замінюють зношені деталі, промивають і очищають всі доступні частини машини, перевіряють систему мащення і електроапаратуру. Крім того, складають дефектну відомість для майбутніх середнього і капітального ремонтів.
Середній ремонт включає весь обсяг поточного, а також повну розборку приводу і заміну всіх його зношених частин. Ці роботи здійснюються в майстернях підприємства, що будується.
Капітальний ремонт проводиться на рудоремонтному заводі або в центральних майстернях.

## Схема підземного транспорту
СХЕМА ПІДЗЕМНОГО ТРАНСПОРТУ — графічне або інше зображення сукупності транспортних ланок, призначених для переміщення гірничої маси, матеріалів, обладнання та людей в межах шахтного поля чи рудного родовища.
С.п.т. на діючих гірничих підприємствах періодично змінюються відповідно до зміни положення очисних та підготовчих вибоїв. С.п.т. визначається характером родовища, схемою його розкриття та підготовки, системою розробки та технології виїмки к.к. Підземну транспортну систему гірничого підприємства розділяють на взаємопов'язані підсистеми магістрального та дільничного транспорту.
Магістральний транспорт підприємства — сукупність транспортних засобів та пристроїв, які розміщуються на головних магістральних та капітальних похилих виробках, призначених для транспортування вантажу від виїмкової дільниці до приствольного двору, а при наявності похилого ствола — на поверхню шахти.
Дільничний транспорт — сукупність транспортних засобів та пристроїв, розміщених на горизонтальних та похилих виробках у межах панелі, блоку, видобувної (виїмкової) дільниці, поверху.
С.п.т. гірничих підприємств або базуються на одному виді транспорту (конвеєрному, електровозному), або є комбінованими. На вугільних шахтах, що розробляють горизонтальні та крутопохилі пласти, а також на більшості рудників транспортування здійснюється на рівні приствольного двору одним видом транспорту.
Схема з одним видом транспорту основного вантажопотоку застосовується і на шахтах з пологим (до 18о) заляганням пластів. На цих шахтах вугілля від очисного вибою по дільничних та магістральних транспортних виробках до приствольного двору або на поверхню шахти транспортується конвеєрами (суцільна конвеєризація). На багатьох діючих шахтах з пологим заляганням пластів застосовується комбінована схема, яка за своєю структурою і складом відрізняється більшою складністю. За цією схемою транспорт по горизонтальних виробках чергується з транспортом на похилих виробках та виконується різним транспортним устаткуванням (два чи більше видів): — схема транспортування з очисного вибою по ярусних та магістральних відкаточних виробках локомотивною відкаткою, а по бремсберґах та похилах — конвеєрами; — схема з транспортуванням від очисного вибою по ярусних та похилих виробках конвеєрами, а по магістральних — локомотивною відкаткою; — схема з транспортуванням від очисного вибою по ярусних виробках конвеєрами з перепуском вантажу через ґезенк на магістральну відкаточну виробку з локомотивною відкаткою; — схема з транспортуванням від очисного вибою по квершлаґах самохідними машинами з перепуском через рудоспуски на магістральну відкаточну виробку з локомотивною відкаткою або на конвеєрний штрек. На діючих шахтах, які розробляють похилі та крутопохилі пласти комбіновані, С.п.т. мають два, а іноді три види транспорту.
В схемах з двома видами транспорту на горизонтальних виробках застосовується локомотивна відкатка, а на крутопохилих — скіповий підйом або канатна відкатка.
В схемах з трьома видами транспорту на дільничних горизонтальних виробках застосовують конвеєрний транспорт, локомотивну відкатку по головних горизонтальних виробках, а скіповий підйом або канатну відкатку — по головних похилих виробках. Комбіновані схеми з застосуванням канатної відкатки мають малу пропускну спроможність та високу трудомісткість обслуговування. Сьогодні вони зустрічаються тільки на старих шахтах.